# Gulbukig myrsmyg
Gulbukig myrsmyg (Myrmotherula sclateri) är en fågel i familjen myrfåglar inom ordningen tättingar.

## Utbredning och systematik
Den förekommer i östra Peru söder om Amazonfloden, norra Bolivia och södra Amazonområdet i Brasilien.

## Status
IUCN kategoriserar arten som livskraftig.

## Namn
Fågelns vetenskapliga artnamn hedrar Philip Lutley Sclater (1829–1913), engelsk ornitolog och samlare av specimen.